# 城郊乡 (杞县)
城郊乡，是中华人民共和国河南省開封市杞县下辖的一个乡镇级行政单位。

## 行政区划
城郊乡下辖以下地区：
梁堂村、东十里铺村、张洼村、唐寨村、老徐庄村、坡吴村、马头村、朱寨村、豆贵寨村、平厂村、和庄村、赵楼村、杨巴庄村、仁里寨村、北花园村、南花园村、西十里村、七里岗村、邵洼村、袁洼村、官刘砦村和林庄村。